# فلوت آلتو
فلوت آلتو (Alto flute) سازی است از خانواده سازهای بادی چوبی و از سازهای ارکستر سمفونیک است. پسوند آلتو به معنای آن است که صدایی بم تر از فلوت دارد.

## ویژگی
- از دسته سازهای انتقالی می‌باشد و صدای آن یک چهارم درست پایین‌تر از نت نوشته شده صدا می‌دهد و به «فلوت سل» نیز معروف است.[۱]
- نت‌نویسی و انگشت گذاری آن مانند فلوت است.
- لولهٔ ساز ضخیم‌تر و طولانی‌تر از فلوت است و سر ساز ۱۸۰ درجه خم شده‌است. فلوت آلتو نیاز به نفس بیشتری نسبت به فلوت معمولی برای نوازنده دارد.
- جنس فلوت آلتو از همان فلزی است که در ساز فلوت بکار می‌رود.

## تاریخچه
تئوبالد بم (Theobald Boehm) سازندهٔ ساز فلوت آلتو است و در جهت تکمیل سازهایی از خانواده فلوت و نیاز به صدایی بم تر از فلوت معمولی، این ساز را طراحی کرد.